# 1414
- Wikisource

| Calendário gregoriano                                                        | 1414 MCDXIV                                          |
| Ab urbe condita                                                              | 2167                                                 |
| Calendário arménio                                                           | 863 – 864                                            |
| Calendário bahá'í                                                            | -430 – -429                                          |
| Calendário budista                                                           | 1958                                                 |
| Calendário chinês                                                            | 4110 – 4111 Início a 22 de janeiro (aproximadamente) |
| Calendário copta                                                             | 1130 – 1131                                          |
| Calendário etíope                                                            | 1406 – 1407                                          |
| Calendários hindus - Vikram Samvat - Calendário nacional indiano - Cáli Iuga | 1469 – 1470 1335 – 1336 4514 – 4515                  |
| Calendário Holoceno                                                          | 11414                                                |
| Calendário islâmico                                                          | 817 – 818                                            |
| Calendário judaico                                                           | 5174 – 5175                                          |
| Calendário persa                                                             | 792 – 793                                            |
| Calendário rúnico                                                            | 1664                                                 |
| Calendário solar tailandês                                                   | 1957                                                 |

1414 (MCDXIV, na numeração romana) foi um ano comum do século XV do Calendário Juliano, da Era de Cristo, e a sua letra dominical foi G (52 semanas), teve início numa segunda-feira e terminou também numa segunda-feira.
| Ano completo                         |
| ------------------------------------ |
| Ano comum com início à segunda-feira |

## Eventos
- 5 de outubro - Abertura do Concílio de Constança, que resultou no fim do grande Cisma do Ocidente.

## Nascimentos
- 21 de julho - Papa Sisto IV (m. 1484).